# Фортуна — це жінка
Фортуна — це жінка (англ. Fortune Is a Woman) — англійський фільм 1957 року.

## Сюжет
Страховий інспектор Олівер Бранвель прибуває в маєток, щоб розслідувати причини пожежі, що трапилася напередодні Різдва. Господинею маєтку є Сара, з якою Олівер зустрічався багато років тому в Гонконзі, і звідки вона раптово зникла без пояснення. Тепер вона одружена з власником маєтку Трейсі. Незабаром в будинку трапляється друга пожежа, в якій гине Трейсі. Тепер Сара вільна і може одружитися з Олівером. Але незабаром з'являється таємничий шантажист, який обіцяє розкрити поліції очі на причину пожеж.

## У ролях
| Актор             | Роль                 |
| ----------------- | -------------------- |
| Джек Хоукінс      | Олівер Бранвель      |
| Арлін Дал         | Сара Мортон Бранвель |
| Денніс Прайс      | Трейсі Мортон        |
| Вайолет Фербразер | місіс Мортон         |
| Іен Хантер        | Клайв Фішер          |
| Малкольм Кін      | старий Аберкромбі    |
| Джефрі Кін        | Майкл Аберкромбі     |
| Патрік Холт       | Фред Коннор          |
| Джон Робінсон     | Берклі Реккіт        |
| Майкл Гудліфф     | детектив Барнс       |
| Мартін Лейн       | детектив Ватсон      |
| Бернард Майлз     | містер Джером        |
| Крістофер Лі      | Чарльз Хайбері       |
| Грета Гюнт        | Вірі Літчен          |
| Джон Філліпс      | Вілліс Крофт         |
| Патриція Мармот   | Ембросін             |